# Motorvägar i Ungern

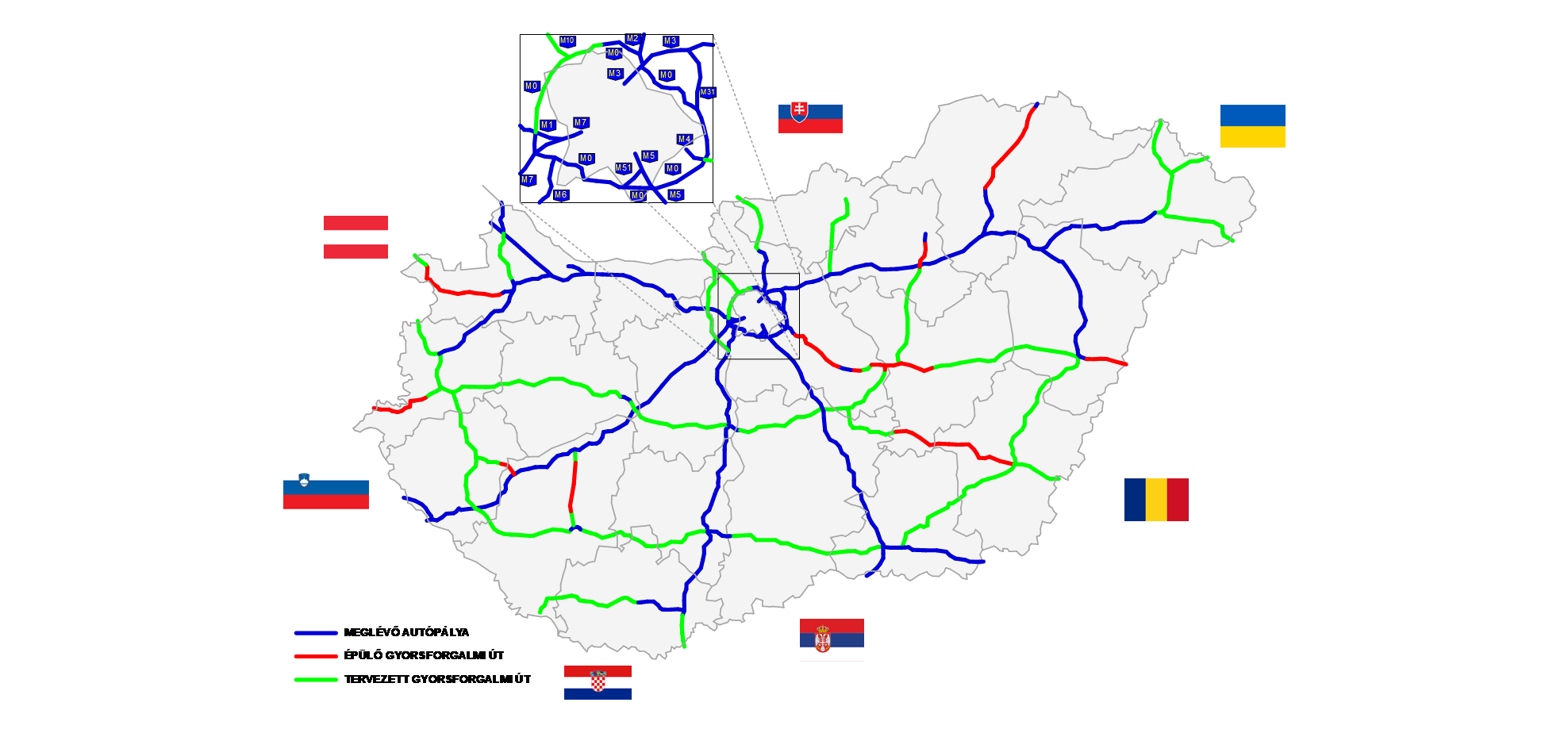
Befintliga motorvägar (blått), motorvägar under byggnad (rött) och planerade motorvägar (grönt) i Ungern december 2018.

Ungern har idag ett väl utbyggt system med motorvägar. När det forna kommunistiska Östeuropa upplöstes var redan från början Ungern ett av de länder som hade allra bäst ekonomi. Utbyggnader av motorvägar inleddes direkt efter kommunistregeringens fall och de äldre motorvägarna började byggas ut. Ett projekt som inleddes mycket tidigt var att få en motorväg från Budapest till Wien vilket nu finns. Motorvägsutbyggnaderna har sedan fortsatt med bland annat en motorväg från Budapest mot Balatonsjön och vidare mot Kroatien. Som det ser ut idag når de ungerska motorvägarna till Kroatien, Rumänien, Serbien, Slovakien, Slovenien och Österrike. Utbyggnader sker så att motorvägarna även ska nå till Ukraina. Motorvägar numreras i Ungern med egna nummer skilda från landsvägarna, med bokstaven M och ett nummer (såsom i Storbritannien). Ofta går en motorväg parallellt med landvägen som har samma nummer och då fortsätter samma landsvägnummer när motorvägen slutar. Ungern använder vapensköldar för vägnummer ungefär som man använder i USA. Skyltning i övrigt är däremot efter europeisk standard. Ungern hade år 2008 sammanlagt 1100 km motorväg.
| - M0 / delvis E60/E75: | motorvägsring runt Budapest. Denna är ännu inte färdig utan är under byggnad. För närvarande är den södra och den norra delen färdiga. Denna kommer att påminna om motorvägsringen M25 runt London när denna blir färdig |
| - M1 / E60/E75:        | Budapest - Tatabánya - Győr - Hegyeshalom - A4 (Österrike) |
| - M2 / E77:            | Budapest - Vác |
| - M3 / E71/E79/E573:   | Budapest - Füzesabony - Igrici - Polgár - Nyíregyháza - Vásárosnamény (utbyggnad sker mot Ukraina) |
| - M4 / E60/E79:        | Budapest – M0 – Cegléd – Szolnok – Karcag – Püspökladány – Berettyóújfalu – Nagykereki – (utbyggnad sker mot Rumänien)                                                                                                   |
| - M5 / E75:            | Budapest - Kisunfélegyháza - Szeged - Röszke - (Serbien) |
| - M51 :                | Budapest (M0) - (M5) |
| - M6 / E73:            | Budapest - Érd - Dunaújváros - Szekszárd - Bóly - och vidare mot gräns till Kroatien) |
| - M60 / E73:           | Bóly - Pécs (och vidare mot gräns till Kroatien) |
| - M7 / E71/E65:        | Budapest - Siófok - Balatonkeresztúr - Zalakomár - Nagykanizsa - Letenye - (Kroatien) |
| - M8:                  | Dunaújváros - Dunavecse |
| - M9:                  | Szekszárd - Nemesnádudvar |
| - M15 / E65/E75:       | Levél M1 - Rajka - D2 (Slovakien) |
| - M25:                 | Füzesabony M3 - Eger |
| - M30 / E71/E79:       | Igrici M3 - Miskolc |
| - M31 / E71:           | Budapest M0 - Gödöllő M3 |
| - M35 / E79:           | Görbeháza M3 - Debrecen |
| - M43 / E68:           | Szeged M5 - Makó - A1 (Rumänien) |
| - M70 / E653:          | Letenye - Tornyiszentmiklós - A5 (Slovenien) |
| - M85 :                | Győr - Csorna |
| - M86 / E65:           | Szombathely - Csorna |
|                        | |